# آبشار بروار
آبشار بروار (به انگلیسی: Falls of Bruar) آبشاری است که در اسکاتلند واقع شده و ارتفاع کلی ریزشگاه آن ۶۰ متر است.